# Devadesátky!
Devadesátky! (2019) je česká publikace mapující fenomény 90. let 20. století. Autorkou knihy je Johana Fundová. Knihu vydalo nakladatelství Albatros Media, kmotry knihy jsou Slávek Boura a Markéta Mayerová.

## O knize
Kniha Devadesátky! nese podtitul Roky nespoutané svobody a vydalo ji nakladatelství Albatros Media v listopadu 2019. Autorka knihy, Johana Fundová, je zakladatelkou facebookové a instagramové stránky Pure devadesátky. Kmotry knihy se stali Slávek Boura a Markéta Mayerová, moderátorské duo, které se v 90. letech proslavilo moderováním pořadu Rande na TV Nova. Publikace byla pokřtěna v listopadu 2019 v pražských prostorách CAMP. V knize je mapována porevoluční éra, její atmosféra a pop-kulturní fenomény tehdejší doby. Každá kapitola obsahuje kromě základního textu také dobové fotografie a autorské vzpomínky známých i méně známých osobností – například moderátorky Pavlíny Wolfové, moderátora Romana Šmuclera nebo spisovatele Ondřeje Neffa. Postupně proběhly čtyři dotisky knihy.

## Osobní vzpomínky osobností
Kniha v 12 tematických kapitolách pokrývá většinu pop-kulturních, společenských i politických témat. Závěr každé kapitoly patří osobním vzpomínkách osobností, které do knihy přispěly svým textem.

### Jednotlivé kapitoly a vzpomínky osobností
| Kapitola                      | Osobnosti                                                                                 |
| ----------------------------- | ----------------------------------------------------------------------------------------- |
| Gastronomie                   | Pavel Maurer, Jana "Pakočka" Patočková                                                    |
| Televize                      | Pavlína Wolfová, Slávek Boura, Roman Šmucler, Aleš Zbořil, Petr Bednařík                  |
| Dětství                       | Ladislav Zibura, Michaela Černá, Dominik Landsman, Julian Záhorovský, Kateřina Borovanská |
| Volný čas                     | Jan Vodňanský, Michal Nesvadba, Martin Pomothy, Dalibor Funda, Ondřej Tuček               |
| Architektura                  | Petr Kučera                                                                               |
| Móda                          | Anna Nosková, Sabrina Karasová                                                            |
| Technologie                   | Ondřej Neff, Adam Konrád, Ivo Minařík, Ondřej Novotný                                     |
| Erotika                       | Radim Uzel                                                                                |
| Noviny a časopisy             | Petr Schönfeld, Denisa Prošková                                                           |
| Reklama                       | Josef Kokta, Jiří Hrabovský                                                               |
| Politika a krimi              | Lubomír Kopeček                                                                           |
| Kulturní a sportovní události | Jiří Vaněk, Anna Vodrážková                                                               |